# Sucinorhagonycha kulickae
Sucinorhagonycha kulickae là một loài bọ cánh cứng trong họ Cantharidae. Loài này được Kuska miêu tả khoa học năm 1996.